# Pleurostylia africana
Pleurostylia africana är en benvedsväxtart som beskrevs av Ludwig Eduard Theodor Loesener. Pleurostylia africana ingår i släktet Pleurostylia och familjen Celastraceae. Inga underarter finns listade.